# 茨木長隆
茨木 長隆（いばらき ながたか）は、戦国時代の武将。細川晴元の家臣。摂津国茨木城主。

## 出自
茨木氏は、摂津島下郡茨木を本貫とした国人領主。応仁の乱後、摂津国人一揆に参加したため、細川政元の攻撃を受けて一時衰退するが、一族の茨木弥三郎が細川氏へ帰順し、以後は春日大社領の給人として、茨木城を中心に摂津東部を支配する小領主として成長した。

## 略歴

### 細川晴元への帰参と堺公方府
中央で12代将軍・足利義晴を補佐し、それまで約20年間京都を支配してきた管領・細川高国が、大永7年（1527年）2月細川晴元軍の三好元長・柳本賢治らに京都桂川で攻められて敗北した桂川原の戦いで、茨木長隆は他の摂津国衆と共に晴元側に帰参した。足利義晴と細川高国は近江国へ脱出。以後、長隆は奉行人として京都代官を任され、晴元政権の中心的役割を果たすことになる。義晴の庶兄（弟とする説もある）足利義維を擁する晴元政権は、「堺公方」と呼ばれる擬似的幕府機構を組織して畿内の統治に臨み、幼い晴元を三好元長ら細川家根本被官と茨木氏などの摂津国衆が支える体制となった（柳本賢治は元長と対立して陣没）。享禄4年（1531年）3月には大物崩れで木沢長政（畠山義堯の臣）・三好元長らと共に細川高国を破り、捕縛された高国は晴元の命で自害させられた。

### 政権内部の暗闘と一揆勢力
以後、晴元政権の下で三好元長が擡頭するが、将軍義晴との和睦問題を巡って間もなく晴元と不和となる。長隆もまた、元長と仲の悪い同族の三好政長や木沢長政と組み、元長と対立した。元長が畠山義堯と組んで木沢の飯盛山城を攻めると、翌天文元年（1532年）長隆ら摂津国衆は一向一揆を煽動し、逆に義堯・元長を堺の顕本寺に追い詰めて、自害に追い込んだ。ここに堺公方府は崩壊する。
だがこの後、長隆ら摂津国衆と一向一揆衆の確執が表面化する。急進化した一揆衆は、京都山科に本山を構える法主証如の意向と関わりなく暴走し、翌年にかけて晴元政権と各地で激しく戦った。摂津国衆側は一向一揆に対抗するため、京都代官であった長隆が堺へ下向。河内国守護代の木沢長政に浄土真宗の浅香道場を焼き討ちさせた。その一方、証如率いる一向門徒の堺攻撃に対抗して、諸宗僧徒の動員を決行。長隆は京都の法華一揆（日蓮宗徒の京都町衆）と結び、8月24日山科本願寺を襲撃した。こうして一向一揆勢力を京都から一掃する（→享禄・天文の乱）。
しかし、頑強に抵抗を続ける一向門徒は摂津石山に本願寺を移し、引きつづき晴元政権と対抗した。この攻勢に耐えかね、天文2年（1533年）2月には細川晴元・茨木長隆主従は淡路島への逃亡を余儀なくされる。6月20日阿波国から大坂に渡った三好元長の嫡男千熊丸（後の長慶）の仲介により、証如との和睦が成立。しかしこの間、京都は木沢長政の軍が僅かに残ったほかは、一向門徒を追い払って増長した法華一揆の自検断が支配する無政府状態に置かれた。
これは荘園制を基盤とする公家・寺社など京都の諸権門の危機であり、それらに依存する晴元・長隆らの忌むところでもあった。ここに長隆らは法華一揆とも対立するようになり、天文5年（1536年）には六角定頼及び比叡山延暦寺等の兵力を利用して京都の法華一揆を弾圧（天文法華の乱）。ようやく細川晴元政権の京都での安定を確立する。

### 晴元政権における長隆の地位
今谷明は、この時期の幕府奉行人奉書に関する研究から、茨木長隆の政治的地位の高さを指摘した。従来、晴元政権における重要人物は初期には柳本賢治・三好元長、後期には木沢長政らが知られていたが、長隆に言及されることはほとんど無かった。だが今谷は、柳本・三好ら重要人物（山城守護代クラス）へも奉書を下している茨木長隆の方が地位は上であったとする。長隆が連署した奉書あるいは長隆発給の添状は、細川氏の領国経営のみならず、幕府奉行人への指示も含み、その政治的位置は管領代（右京兆代）ともいうべき地位にあった。すなわち、形式的な主君である足利義維（のち義晴）・細川晴元に次ぐ地位であり、実質的な畿内の最高実力者とする説である。この地位は後に細川氏綱を形式的主君としながらも、実質的に畿内支配の実力者となった三好長慶とほぼ同様のものであった。
ただし「堺幕府論」などと同様、茨木氏の過大視傾向も他の論者の反論を受け、近年では今谷の説も若干トーンダウンしている。そのためもあり、茨木長隆および「管領代」の位置づけについては、今なお確定しているとは言い難い。

### 没落
晴元政権内での長隆は三好政長（かつて同族の三好元長と対立）と結び、荘園制の維持を基本として国衆の押領停止などを命令、荘園領主である在京諸権門の権益を徹底的に保護したため、朋輩であるはずの国衆との間に晴元政権内での権力闘争が激化した。摂津国衆の中でも池田氏・伊丹氏ら急進的な勢力が長隆から離反し、かつて没落させた三好元長の子である三好長慶の下に集まるようになる。天文18年（1549年）、ついに三好長慶が細川氏綱を擁して立ち、両者は江口の戦いで激突。細川家嫡流をめぐる晴元・氏綱の戦いであったが、管領代の座を争う長慶・長隆の争いでもあった。
六角軍の遅延もあり、三好政長が敗死するなど、長慶側が勝利し、長隆もまた没落した。長慶は細川氏綱を擁して入京すると、晴元や足利義晴・義輝父子を近江へ追放し、やがて畿内支配を確立する。しかしこの後、長隆は宿敵であった氏綱政権に帰参したものと思われる。天文22年（1553年）に氏綱が丹波国国衆に発給した文書に奉行人として長隆が現れていることから明らかである。ただし、かつてのように政治的影響力を発揮する場面はもはやなく、没年も不明である。